# Ruisseau du Bec
Le ruisseau du Bec est un cours d'eau du département de l'Eure, en région Normandie et un affluent de la Risle dans le bassin de la Seine.

## Géographie
Le ruisseau naît à Bosrobert dans l'Eure, près du lieu-dit le Buhot, à 68 m d'altitude.
Il passe sous l'autoroute française A28 - Abbeville-Tours, rejoint Rouen - et suit la Route départementale 39 (Eure). Il arrose Le Bec-Hellouin où il y a l'abbaye Notre-Dame du Bec et conflue en rive droite dans la Risle à Pont-Authou, à 45 m d'altitude, près du lieu-dit la Croix-Cornet, au Nord de Brionne.
Sa longueur totale est de 8,4 km.

## Communes et cantons traversés
Dans le seul département de l'Eure, le ruisseau traverse trois communes et deux cantons :
- d'amont vers aval : Bosrobert (source), Le Bec-Hellouin, Pont-Authou (confluence).

Soit en termes de cantons, le ruisseau prend sa source dans le canton de Brionne et conflue dans le canton de Pont-Audemer, le tout dans l'arrondissement de Bernay.

## Affluent

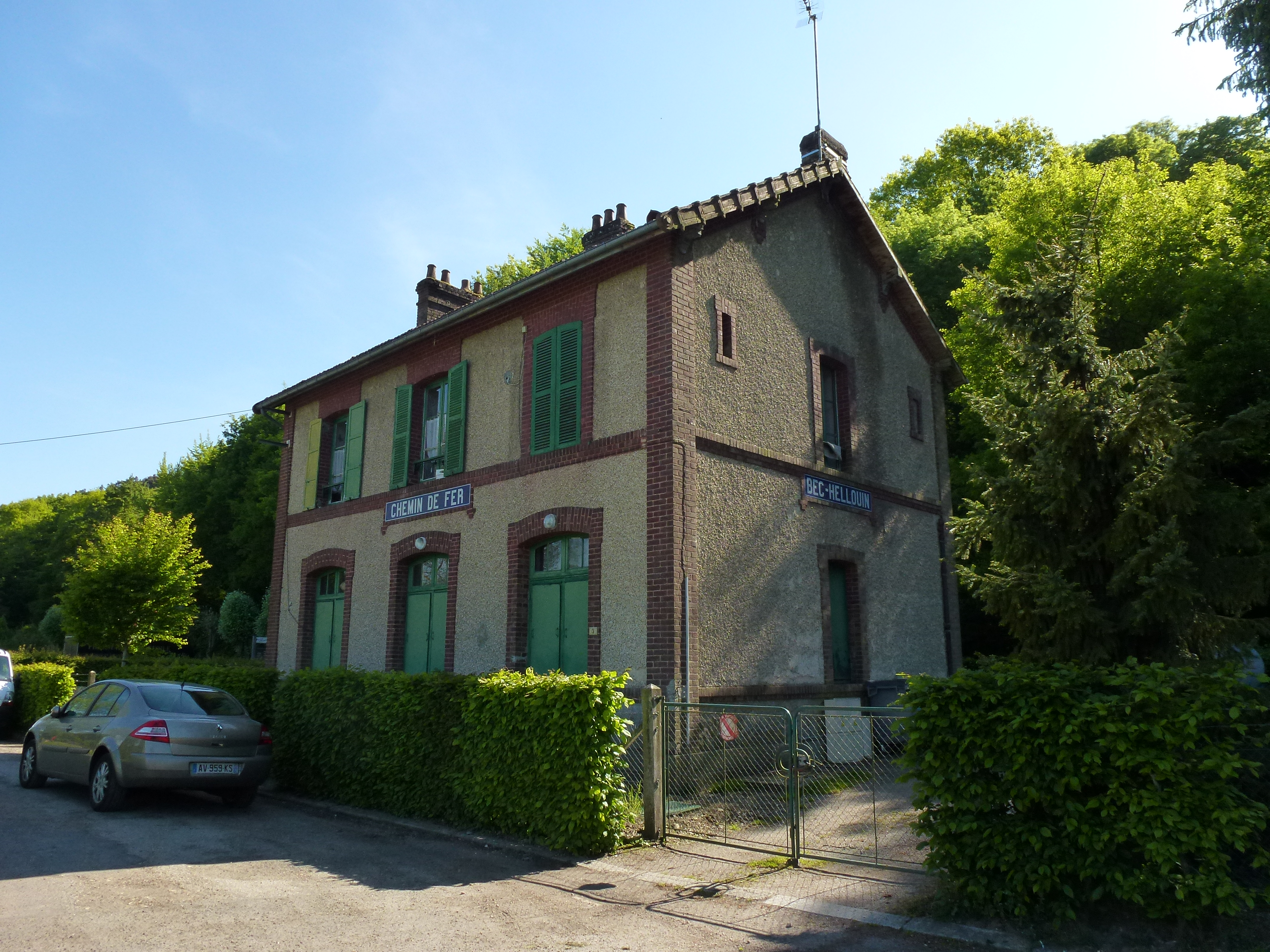
Ancienne gare de Bec-Hellouin et la voie Verte Evreux-Vallée du Bec de 43 km.

Le ruisseau du Bec n'a pas d'affluent référencé. Son rang de Strahler est donc de 1. Cependant, il se trouve alimenté par deux émergences : la "Fontaine Gambard", située en amont, et la source "Marmot", située près de "Saint-Martin-du-Parc" (référence : Centre Normand d'Etude du Karst)

## Écologie
La Risle fait l'objet d'une zone Natura 2000 Fr2300150 -  Risle, Guiel, Charentonne. Or la Risle, la Guiel et la Charentonne sont des cours d'eau calcaires caractéristiques, entaillant le plateau cénomanien du Bassin parisien, avec des lits majeurs constitués d'alluvions modernes.

## Tourisme
- le village du Bec-Hellouin, adhérent des plus beaux villages de France
- l'abbaye Notre-Dame du Bec
- la Voie verte d'Évreux à la vallée du Bec